# ارتافزد كارميان
ارتافزد كارميان (14 نوفمبر 1979 بيريفان في أرمينيا - ) هو لاعب كرة قدم أرمني في مركز الوسط. شارك مع منتخب أرمينيا لكرة القدم. أما مع النوادي، فقد لعب مع أرسنال كييف وأونيريا أورزيتشيني وبولتيهنيكا تيميسوارا وبيونيك يريفان ورابيد بوخارست ونادي ستيوا بوخارست ونادي باناتشايكي ‏ وArabkir FC ‏ وLPS HD Clinceni ‏ وKilikia FC ‏.

## وصلات خارجية
- ارتافزد كارميان على موقع الاتحاد الدولي (مؤرشف)  (الإنجليزية)
- ارتافزد كارميان على موقع اتحاد أوكرانيا (الإنجليزية)
- ارتافزد كارميان على موقع قاعدة بيانات كرة القدم.إي يو (الإنجليزية)
- ارتافزد كارميان على موقع ناشيونال فوتبول تيمز (الإنجليزية)
- ارتافزد كارميان على موقع Soccerway.com (الإنجليزية)